# 沙威玛传奇
《沙威玛传奇》是由土耳其游戏开发商Eyad Alshafei開發、Patates Games发行的休闲游戏，于2024年7月登陸Microsoft Windows、Android、iOS。
该游戏于2024年10月左右在中国爆火。

## 開發與發行
该游戏的美术素材、配音以及音乐均使用人工智能辅助创作。